# 불의 발견
《불의 발견》은 부활의 정규 5집 음반이다. 보컬로는 박완규가 참여하였고, 수록곡 중 Lonely Night는 최고의 곡으로 평가 받고 있다. 또한, 마술사는 박완규의 퍼포먼스가 절정에 이르렀음을 보여주는 곡이다.

## 수록곡
| #   | 제목                                              | 작사     | 작곡    | 편곡   | 재생 시간 |
| --- | ------------------------------------------------- | -------- | ------- | ------ | --------- |
| 1.  | 〈Lonely Night〉                                  | 김태원   | 김태원  | 부활   | 3:38      |
| 2.  | 〈슬픈바램〉                                      | 김태원   | 김태원  | 부활   | 3:55      |
| 3.  | 〈21C 불경기〉                                    | 김태원   | 김태원  | 부활   | 3:57      |
| 4.  | 〈작은 너에게〉                                   | 김태원   | 김태원  | 부활   | 4:10      |
| 5.  | 〈마술사〉                                        | 김태원   | 김태원  | 부활   | 3:42      |
| 6.  | 〈또 다른 미로〉                                  | 김태원   | 김태원  | 부활   | 4:08      |
| 7.  | 〈믿음〉                                          | 김태원   | 김태원  | 김태원 | 3:47      |
| 8.  | 〈회상〉                                          | 김태원   | 김태원  | 부활   | 4:29      |
| 9.  | 〈불의 발견 I〉 ((Elgar 희망과 영광의 나라 삽입)) | (연주곡) | 외국 곡 | 부활   | 2:31      |
| 10. | 〈불의 발견 II〉 (Prometheus)                     | (연주곡) | 김태원  | 부활   | 1:34      |
| 11. | 〈불의 발견 III〉 (Any Time Any Time Any Time...) | 김태원   | 김태원  | 부활   | 2:58      |

### 2011년 재발매반
| #   | 제목                           | 작사·작곡 | 편곡 | 재생 시간 |
| --- | ------------------------------ | --------- | ---- | --------- |
| 12. | 〈비밀〉 (Special Bonus Track) | 김태원    | 부활 | 4:37      |

## 만든 사람
부활
- 보컬 : 박완규
- 기타, 보컬(배킹 보컬) : 김태원
- 베이스 : 정준교
- 드럼 : 정동철

다른 사람들
- 키보드, 피아노 : 최승찬
- 플루트 : 서정연
- 엔지니어 : 김흥기
- 녹음 엔지니어 : 권혁진
- 녹음과 믹스 : 김흥기
- '슬픈 바램' 녹음 : 최병철
- '슬픈 바램' 믹스 : Scott Mabuchi, Nark Cobrin, 이근형
- '작은 너에게' 녹음과 믹스 : 최병철
- '작은 너에게' 보조 엔지니어 : 조준성
- 보조 엔지니어 : 성동현, 박정선, 김수진
- 마스터링 : Tom Brick
- 컴퓨터 프로그램 : 동희
- 그림 감독 : 이용석
- 디자인(리뉴얼) : 디오엑스
- 사진 : 박석도
- 매니지먼트 : 김윤오
- 전체 제작자 : 조은

비밀에 참여한 사람들
부활
- 기타 : 김태원
- 보컬 : 박완규
- 베이스 : 서재혁
- 드럼 : 채제민

다른 사람들
- 키보드, 피아노 : 장지원
- 어쿠스틱 기타 : 이성민
- 녹음 엔지니어 : @fuzzpuzz
- 믹스 : 고현정
- 보조 : 김일호, 박지연
- 마스터 : Big Boom
- 매니지먼트 : 김재훈, Kim Eui Kwon
- 제출 관리자 : 서희경, 이경옥
- 사진 : 이승엽
- 스타일리스트 : 황연희